# Emmanuel Giroux
Emmanuel Giroux (Dijon, 1961) é um matemático cego francês, conhecido por seu trabalho sobre geometria.

## Educação e carreira
Giroux tem síndrome de Marfan, razão de tornar-se cego aos 11 anos de idade. Obteve um doutorado na Escola Normal Superior de Paris em 1991, orientado por François Laudenbach.
Foi diretor da Unité de mathématiques pures et appliquées (UMPA) na École normale supérieure de Lyon. Em 2015 saiu de Lyon para ser co-diretor da Unité Mixte International do Centre national de la recherche scientifique e do Centre de Recherches Mathématiques em Montreal, Canadá.
Foi palestrante convidado do Congresso Internacional de Matemáticos em Pequim (2002).